# Mycobacterium leprae
Mycobacterium leprae, chủ yếu được tìm thấy trong nước ấm nhiệt đới, là một loại vi khuẩn mà gây ra bệnh phong cùi (bệnh Hansen). Nó là loài vi khuẩn kháng axít, nhiều hình, nội bào M. leprae là một trực khuẩn hiếu khí (hình que) được bao quanh bởi các lớp phủ sáp đặc điểm độc trưng của namnam. Về kích thước và hình dạng, nó gần giống với Mycobacterium tuberculosis. Do lớp phủ sáp dày của nó, M. leprae nhuộm bằng fuchsin carbol hơn là với nhuộm gram truyền thống. Việc nuôi trồng phải mất vài tuần để trưởng thành.
Kính hiển vi quang học cho thấy M. leprae thành cụm, khối tròn, hoặc trong các nhóm của các bên trực khuẩn ở bên cạnh, và dài từ 1–8 mm và đường kính 0,2-0,5 mm.
Nó được phát hiện vào năm 1873 bởi bác sĩ người Na Uy Gerhard Armauer Hansen, người đang tìm kiếm các vi khuẩn trong các nốt sần da của bệnh nhân bị bệnh phong cùi. Đó là vi khuẩn đầu tiên được xác định là gây bệnh ở người.
Vì không có bào tử nên vi khuẩn này không lây qua vật chủ trung gian. Khi ở ngoài, nó chỉ tồn tại được 1 đến hai ngày.

## Hình ảnh

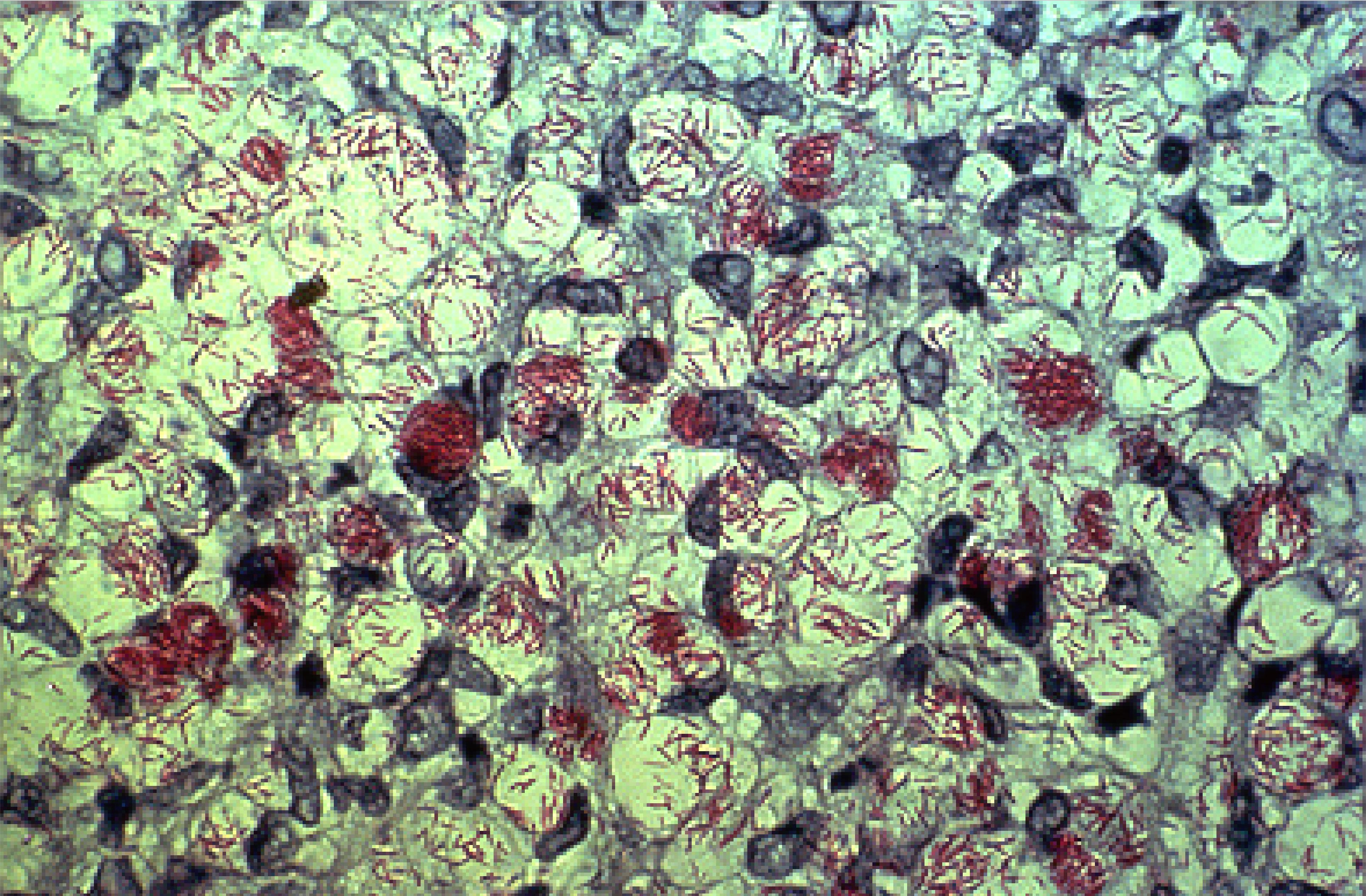
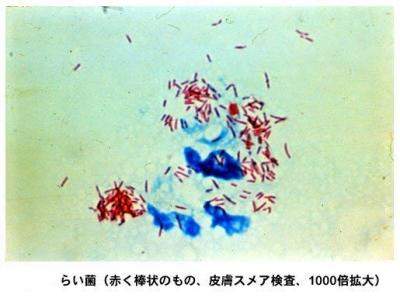